# Предательство Д30С/КПИ
«Предательство Д30С/КПИ» (индон. Pengkhianatan G30S/PKI, также «Подавление предательства Д30С/КПИ» — индон. Penumpasan Pengkhianatan G30S/PKI) — индонезийский пропагандистский докудраматический фильм 1984 года режиссёра Арифина Нура, спродюсированный Гуфраном Двипайяной. В главных ролях: Брам Адрианто, Сюбах Аса, Аде Ираван, Аморо Катамси и Умар Кайям. Съёмки фильма велись госкомпанией «PPFN» в течение двух лет по заказу правительства Сухарто во времена режима «Нового порядка» на выделенные им 800 миллионов индонезийских рупий. Сценарий, написанный министром образования Нугрохо Нотосусанто и министром юстиции Исмаилом Салехом, был основан на официальном изложении истории переворота 1965 года «Движения 30 сентября» (индон. Gerakan 30 September, G30S), организованного, с точки зрения государства, Коммунистической партией Индонезии (индон. Partai Komunis Indonesia, PKI).
Фильм показывает период до начала переворота и несколько дней после него. Во время экономического кризиса, членами Д30С были похищены и убиты шесть генералов Национальной армии Индонезии, якобы с целью предотвратить переворот против президента Сукарно. Генерал Сухарто подавляет государственный переворот и в память о погибших, призывает индонезийскую нацию к борьбе против всех форм коммунизма. Фильм изображает лидеров Д30С как беспощадно распланировавших «каждый ход до мельчайших деталей», с радостью применяющих чрезмерное насилие и пытки, в результате чего они по задумке авторов, становятся «врагами государства, находящимися за пределами человечности».
Как первый коммерчески успешный художественный фильм о событиях 1965 года, «Предательство» получил одобрение у критиков и достиг рекордных показаний зрительского просмотра, так как во многих случаях людей «просили» приходить на него в кинотеатры. Картина была номинирована на семь наград 15-го Индонезийского кинофестиваля 1984 года, но выиграла только одну. Впоследствии, в течение 30 лет фильм использовали в качестве инструмента пропаганды правильности политики правительства «Нового порядка» — ежегодно 30 сентября картину показывали по государственному и частному телевидению, а её просмотр сделали обязательным для школьников и студентов, несмотря на наличие сцен насилия. После падения режима Сухарто в 1998 году и последовавшего крушения режима, фильм стал показываться всё реже, а потом его ежегодные показы и вовсе были отменены. Хотя художественные достоинства фильма воспринимаются по-прежнему одобрительно, излагаемая в нём трактовка событий и намеренное искажение истории всё больше подвергаются критике.

## Контекст

Президент Сукарно.

Фильм «Предательство Д30С/КПИ» был основан на государственной идеологической установке, одобренной правительством «Нового порядка» Сухарто, согласно которой «Движение 30 сентября» (индон. Gerakan 30 September, G30S) и осуществлённый им переворот были организованы Коммунистической партией Индонезии (индон. Partai Komunis Indonesia, PKI). В настоящее время в исторической науке рассматривается несколько версий произошедших событий. Исследователи выдвинули четыре теории, характеризующие переворот как внутреннее дело армии, дело рук Сукарно, Сухарто, или индонезийской разведки. В начале 1960-х годов, КПИ и другие левые партии пользовались поддержкой президента Сукарно, наделив его большой политической властью. К 1965 году КПИ включала в себя миллионы членов, вступивших в партию в том числе под влиянием гиперинфляции и всеохватывающей бедности. Между тем, армия не доверяла КПИ, что было взаимным чувством.
В ночь с 30 сентября на 1 октября 1965 года группа военнослужащих Национальной армии Индонезии, называющих себя «Движением 30 сентября», захватили и убили шесть армейских генералов, как считается, принадлежавших к антиреволюционному «Совету генералов», включая командующего армией Ахмада Яни, в то время как другая цель восставших — Абдул Харис Насутион — сумел сбежать. Тела всех убитых были вывезены в предместье Джакарты — Лубанг Буайя, и сброшены в колодец. Тем же утром подразделения вооружённых сил заняли площадь «Медан Мердека» в центре Джакарты. В штаб-квартире Радио Республики Индонезия (индон. Radio Republik Indonesia) подполковник президентской охраны «Чакрабирава» Унтунг Шамсури объявил о том, что при попытке предотвратить переворот «Совета генералов», «Движение» заняло несколько ключевых мест столицы страны. Он также заявил, что президент Сукарно находится под их властью. Ядро руководства Движения расположилось на военной авиабазе Халим Перданакусума.
Генерал-майор Сухарто, ставший исполняющим обязанности командующего армией после смерти Яни, узнал о перевороте «Движения 30 сентября» на следующий день — утром 1 октября. К вечеру он убедил батальоны «Движения», расположившееся в зданиях на площади Мердека, сдаться без кровопролития. Ранним утром следующего дня силы сторонников Сухарто отбили базу Халим. К этому времени руководство «Движения» бежало из столицы, а Сукарно удалился в свой летний дворец в Богоре. В течение последующих лет военнослужащие и члены проправительственных военизированных организаций осуществили кампанию возмездия, во время которой похищали и убивали действительных и подозреваемых членов КПИ, в том числе физически уничтожив большую часть руководства «Движения 30 сентября». Большинство историков сходятся на оценке числа убитых в 500 тысяч человек, однако окончательные цифры и фактическое общее количество жертв наверное никогда не станут известны.

## Сюжет
Индонезия на распутье. Население живёт в нищете, в то время как богачи щеголяют своей обеспеченностью. Президент Сукарно (Умар Кайям) серьёзно болен и может умереть. Между тем, его политическая концепция Насаком (национализм, религия, коммунизм) поспособствовала взрывному росту членов Коммунистической партии Индонезии. Она организовала переворот 1948 года и готовится к новой атаке и убийствам людей по всей стране. В то же время, партия манипулирует ослабленным президентом. КПИ, основываясь на поддельном письме Гилкриста, рассказывает о том, что «Совет генералов» готовится к перевороту после смерти Сукарно. Айдит (Сюбах Аса), Шам, и руководство Коммунистической партии тайно планируют использовать документ в качестве оправдания для собственного переворота. Рядовые члены партии принимают объяснение руководства страны, и, с помощью «дальновидных» солдат и офицеров (в основном из ВВС), собирают силы партии. Они планируют похитить семь генералов, являющихся по их мнению членами «Совета генералов», захватить столицу и подчинить себе Сукарно. Под именем новой организации «Движение 30 сентября» начинается разработка плана восстания. Правые военнослужащие армии не знают о предстоящем перевороте и счастливо живут со своими семьями. К тому времени, как они поймут, что что-то не так, окажется слишком поздно.
В ночь с 30 сентября на 1 октября члены «Движения» выходят из тени с намерением похитить генералов, связанных с «Советом». Насутиону удается перелезть через стену своего дома и убежать, в то время как его атташе Пьер Тендеан был застрелен, будучи принятым за своего начальника; с генерал-майором М. Т. Харьоно поступили также. Главный военный прокурор Сутойо Сисвомихарджо, генерал-майор Сисвондо Парман и генерал-лейтенант Супрапто схвачены. Бригадный генерал Дональд Панджаитан идёт в плен охотно, но его убивают из-за слишком долгой молитвы перед посадкой в грузовик. Заключённых привозят в лагерь Д30С/КПИ в Лубанг Буайя, где оставшиеся в живых подверглись пыткам и были убиты, а их тела были сброшены в колодец. Позже тем же утром, члены «Движения» берут под контроль офис Радио Республики Индонезия и силой заставляют дикторов читать воззвание Унтунга (Брам Адрианто), в котором говорится о предотвращении переворота «Совета генералов» и объявляется о создании «Революционного совета». Другие члены Д30С/КПИ идут во дворец, чтобы обеспечить безопасность президента, но обнаруживают, что он уже уехал. Находясь на авиабазе Халим, президент говорит с лидерами «Движения» и заявляет, что в ближайшее время возьмёт полный контроль над армией. В другой речи по радио излагается состав нового «Революционного совета» и объявляется об изменениях в армейской иерархии. Лидеры «Движения» начинают планировать свой побег с авиабазы.
Проснувшись рано утром, Сухарто (Аморо Катамси) опровергает заявления Унтунга, ясно заявив, что «Совета» не существует и раскрывает глаза народа на истинную природу «Движения». В силу вакуума власти из-за смерти Яни, Сухарто берёт на себя руководство армией и с помощью лично преданных ему людей начинает планировать встречное нападение, тем не менее, не желая кровопролития. Вместо этого он подготавливает объявление, которое доставляется лояльными ему силами в офис радио. В нём, Сухарто описывает ситуацию и само «Движение 30 сентября» как контрреволюционное, и заявляет, что армия имеет дело с переворотом. Лидеры Д30С бегут из Халима, а войска Сухарто возвращают авиабазу под свой контроль. Через некоторое время, силы Сухарто атакуют штаб-квартиры Д30С/КПИ. В то время как солдаты, находящиеся под давлением КПИ, сражаются, партийное руководство сбегает, планируя продолжить свою борьбу в подполье.

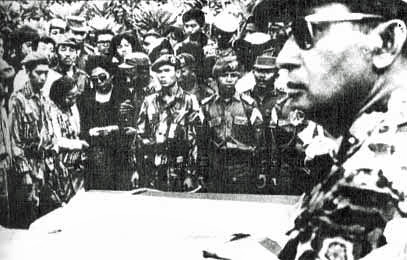
Сухарто на похоронах генералов, 5 октября 1965 года.

Вскоре Сухарто прибывает в Богорский дворец, чтобы поговорить с Сукарно. Президент заявляет о наличии заверений от маршала авиации Омара Дани, что силы ВВС не участвовали в перевороте. Сухарто опровергает эти слова, отметив, что орудием «Движения» стали и ВВС. Встреча в конечном итоге приводит к тому, что роль Сухарто в качестве лидера армии официально подтверждается, и он начинает работать вместе с Праното Ректосамудро. Во время расследования событий под их руководством, силы армии обнаруживают лагерь в Лубанг Буайя, а там — тела генералов, в то время как Сухарто произносит речь, описывающую переворот и роль ПКИ в нём. Генералы предаются земле в другом месте, а Сухарто осуждает Д30С и КПИ, хвалит верные себе силы и настоятельно призывает индонезийскую нацию продолжить борьбу павших генералов.

## Производство
Режиссёром фильма «Предательство Д30С/КПИ» стал Арифин Нур, до этого трижды получивший премию «Ситра» за режиссуру. Он приобрёл опыт в жанре, сняв в 1981 году военный фильм «Атака на рассвете», в котором подчеркивается роль Сухарто в национальной революции. Работа Нура над картиной велась под полным контролем государственной «Perum Produksi Film Negara» («PPFN»). специалисты по индонезийской культуры профессоры Кришна Сен и Дэвид Т. Хилл предположили, что творческий вклад Нура был минимальным, и для осуществления «всех намерений и целей» производством фактически руководил бригадный генерал Гуфран Двипайяна, председатель «PPFN» и член президентской администрации. Тем не менее, супруга Нура — Джаджанг Нур, настаивала на том, что делая фильм, муж оставался независимым.
Сценаристами фильма стали министр образования Нугрохо Нотосусанто министр юстиции Исмаил Салех. В 1968 году военный историк Нотосусанто и следователь Салех написали книгу «Tragedi Nasional Percobaan Kup G 30 S/PKI di Indonesia», в которой излагался официальный правительственный взгляд на переворот и отвергались другие иностранные теории. Из двух авторов, только Нотосусанто значился единственным создателем книги. Работая над адаптацией книги, Нур прочёл много литературы о перевороте (в том числе судебные документы) и опросил многочисленных очевидцев. Позднее, в интервью 1998 года, Джаджанг Нур отмечала, что её муж считался не только с официальным правительственным вариантом событий, но и спорными Корнеллским докладом, в которых переворот рассматривался как совершенно внутреннее дело армии. Во время производства, съёмочная команда соблюдала принцип реализма, «уделяя большое внимание к деталям», и задействуя в кадре реальные дома генералов.
Из-за большого количества актёров — в том числе около 100 эпизодических ролей и более 10000 статистов — кастинг для фильма был трудным. Ноер брал на роли актёров, которые обладали визуальным сходством с историческими личностями; Рано Карно позднее вспоминал о том, что его кандидатура на роль Пьера Тендеана была отклонена из-за наличия родинки на лице. В конечном счете, в фильме снялись Брам Адрианто в роли Унтунга, Аморо Катамси как Сухарто, Умар Кайям как Сукарно, Сюбах Аса как Айдит; а также Аде Ираван, София В. Д., Дани Марсуни и Чарли Сахетапи. Кайам, будучи преподавателем Университета Гаджа Мада в Джокьякарте, не имел времени для изучения манер Сукарно из его книг и выступлений, и изобразил президента на основе отзывов от сотрудников Богорского дворца. В то же время, Катамси перевоплотился в Сухарто по книгам, и к началу съемок будто чувствовал, что «был Пак Харто, не имитацией Пак Харто». Тем временем, Сюбах Аса считал, что недостаточно освоился в роли.
Производство фильма «Предательство Д30С/КПИ», первоначально называвшегося «История Нового Порядка» (индон. Sejarah Orde Baru), заняло почти два года, в том числе четыре месяца предварительных работ и полтора года съёмок. Бюджет составил 800 миллионов индонезийских рупий, полученных от правительства (по состоянию на март 1984 года, 800 млн рупий по обменному курсу составляли 1 млн долларов США. Во время производства картины, рупия начала стремительно обесцениваться. В марте 1983 года одна рупия стоила 970 долларов, а в сентябре 1986 года — уже 1664 доллара). Оператором был Хасан Басри, музыку написал брат режиссёра Эмби Нур, монтированием занимался Супанди. В некоторых частях фильма, в частности, в последних десяти минутах, были использованы архивные фото-кадры и газетные вырезки времён переворота.

## Темы
«Предательство Д30С/КПИ» изображает КПИ и коммунизм по своей сути как зло, а членов — примкнувшими к идее «за выкуп», в то время как руководство «Движения 30 сентября» рассматривается как хитрое и безжалостное, распланировавшее заговор на «каждый ход до мельчайших деталей». Историк Кэтрин Макгрегор писала, что всё это подчеркивается изображением руководства «Движения» в качестве бандитов, сидящих на тайных встречах в облаках сигаретного дыма. Особо она отмечает также сцену, в которой члены КПИ атакуют исламскую школу, чтобы зрители-мусульмане поняли каким «злом» являются коммунисты

Несколько примеров книг из серии антикоммунистической литературы, издававшейся в 1960-е годы и изображающей членов КПИ дикарями.

Члены КПИ изображены наслаждающимися насилием, доказательством чего для зрителя могут послужить «выдавливание глаз женщинам и разложившиеся, замученные тела». Внимание акцентируется на похищении и гибели генералов, в ряде случаев в присутствии членов их семей; также показано, как коммунисты прыгали через захваченного генерала и танцевали вокруг костра. Социолог Адриан Викерс писал, что подобное изображение насилия в фильме должно было показать «врагов государства, находящимися за пределами человечности», подобными монстрам в фильмах ужасов, вследствие чего «индивидуальный ужас» в подсознании связывается с более широкими социальными вопросами, такими как коммунизм. Йозеп Япа Таум из Университета Саната Дхарма отмечал, что члены левой организации «Движение женщин Индонезии» и вовсе показаны как часть «безумной» Коммунистической партии, танцующие в обнаженном виде и отрезающие пенисы генералам. В связи с этим, Макгрегор предполагала, что насилие в некогда спокойных домах показывает «уничтожение „семьи“», а Викерс считал, что эти неоднозначные кадры, используемые правительством «Нового порядка», фактически дают людям монополию на насилие. В то же время, Сен отмечал, что насилие опровергает «представление о хаосе перед порядком», которое является общим для фильмов «Нового порядка».

## Выпуск
Перед выходом фильма в прокат, «Предательство Д30С/КПИ» был показан высокопоставленным офицерам, участвовавшим в предотвращении государственного переворота и подавлении оппозиции, в том числе Сухарто и Сарво. Картины была выпущена в 1984 году, став первой коммерчески успешным внутренним фильмом о событиях 1965 года (ранее, в 1968 году был снят фильм «Операция» (индон. Operasi), который так и не вышел в прокат). К концу 1984 года, на сеансы показа этого фильма сходили 699 282 человек только в Джакарте, в то время как любой фильм, собравший 200 тысяч зрителей считался «сверх-кассовым хитом», и этот показатель остался национальным рекордом на ближайшие десяти лет. Однако, не все зрители приняли участие в этом событии по собственному желанию. Индонезийский социолог Ариэль Херианто отмечал что студентов «обязали платить» за просмотр фильм во время школьных часов, что не отмечалось в прессе того времени. Распространению информации о фильме способствовала также и новеллизация популярного писателя Арсвендо Атмовилото.

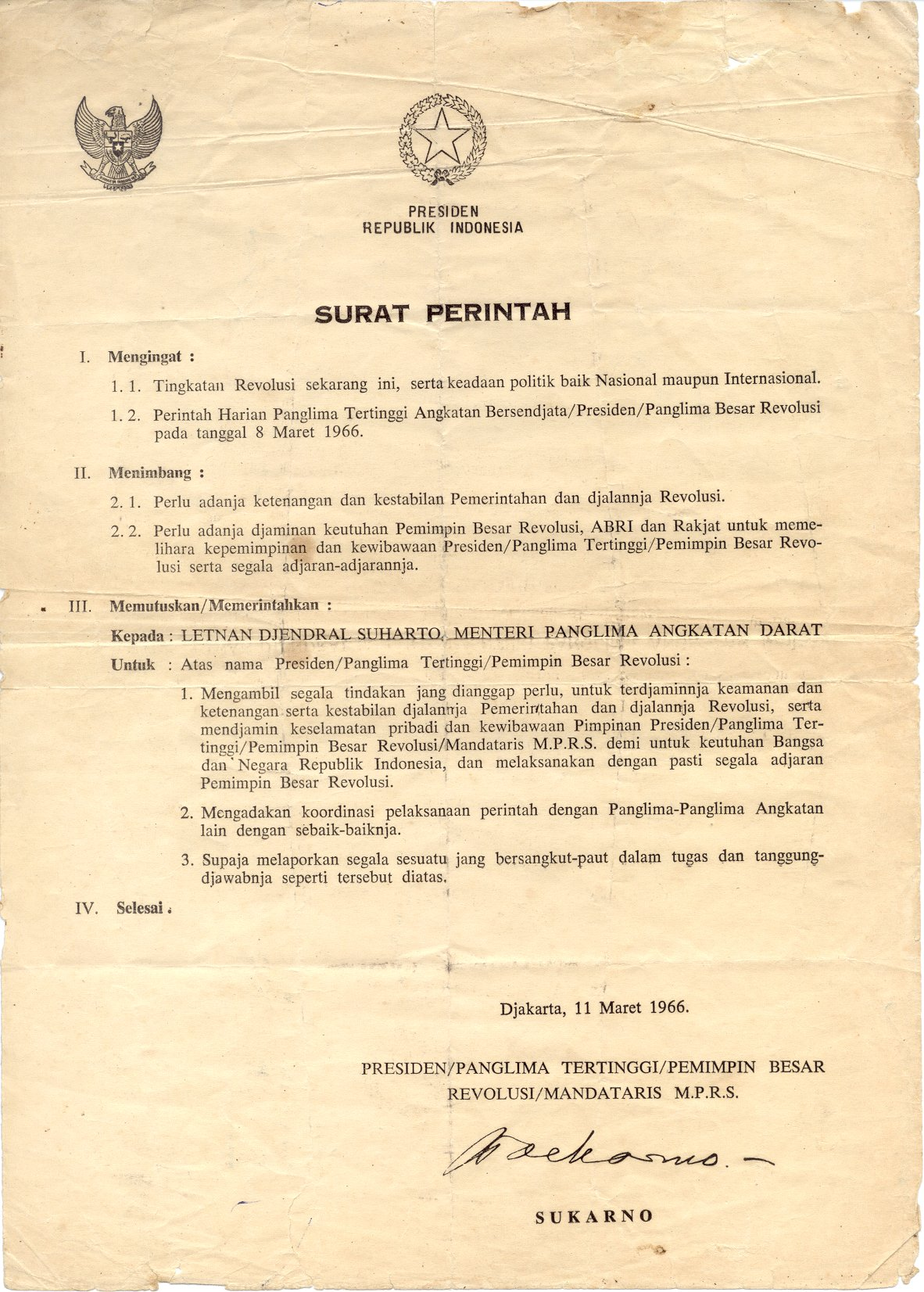
Указ «Суперсемар» в президентской версии от 11 марта 1965 года.

Влияние Двипайяны стало основным фактором того, что современные обзоры, особенно синопсисы, повторяют позицию правительства касательно переворота. Однако это не значит, что все критические отзывы о фильме являются положительными. Например, Марселли из газеты «Kompas» писал, что картина является очень подробной, показавшей обширную работу и качество актёрской игры, которое ведёт к точному изображению событий. Однако он отмечал, что фильм является слишком долгим, вследствие чего зрители мгновенно понимают, кто хорошие и плохие персонажи, не становясь «ничем, кроме черно-белого портрета без каких-либо сложных вопросов», в котором игнорируются все важные проблемы, приведшие к созданию «Движения 30 сентября».
После уединённого просмотра, Сухарто заявил, что история является незавершенной и предложил снять продолжение. В итоге, «PPFN» перевыполнила заказ, так как под её контролем вышло даже два сиквела — «Операция Трисула» (индон. Operasi Trisula; 1987 год) и «Джакарта 1966» (индон. Djakarta 1966; 1988 год). Режиссёр первого фильма — Б. З. Кадарионо — лично занимался истреблением членов ПКИ и Д30С в Блитаре (Восточная Ява). Режиссёром второго фильма стал тот же Арифин Нур, снявший его про события в преддверии подписания указа Суперсемар 11 марта 1966 года, по которому президент Сукарно, находившийся под дулами пистолетов нескольких генералов из присутствовавших в Богорском дворце (Амир Махмуд, Мохаммад Юсуф, Мараден Пангабеан, Басуки Рахмат), дал Сухарто неограниченные полномочия принимать любые «считающиеся необходимыми» меры, которыми стали запрет КПИ, фактическое разрешение на проведение пыток и ужесточение репрессий над оппозиционерами. В этой картине, получившей семь наград на Бандунгском кинофестивале 1989 года, снялись Кайям и Катамси.

## Пропагандистское использование

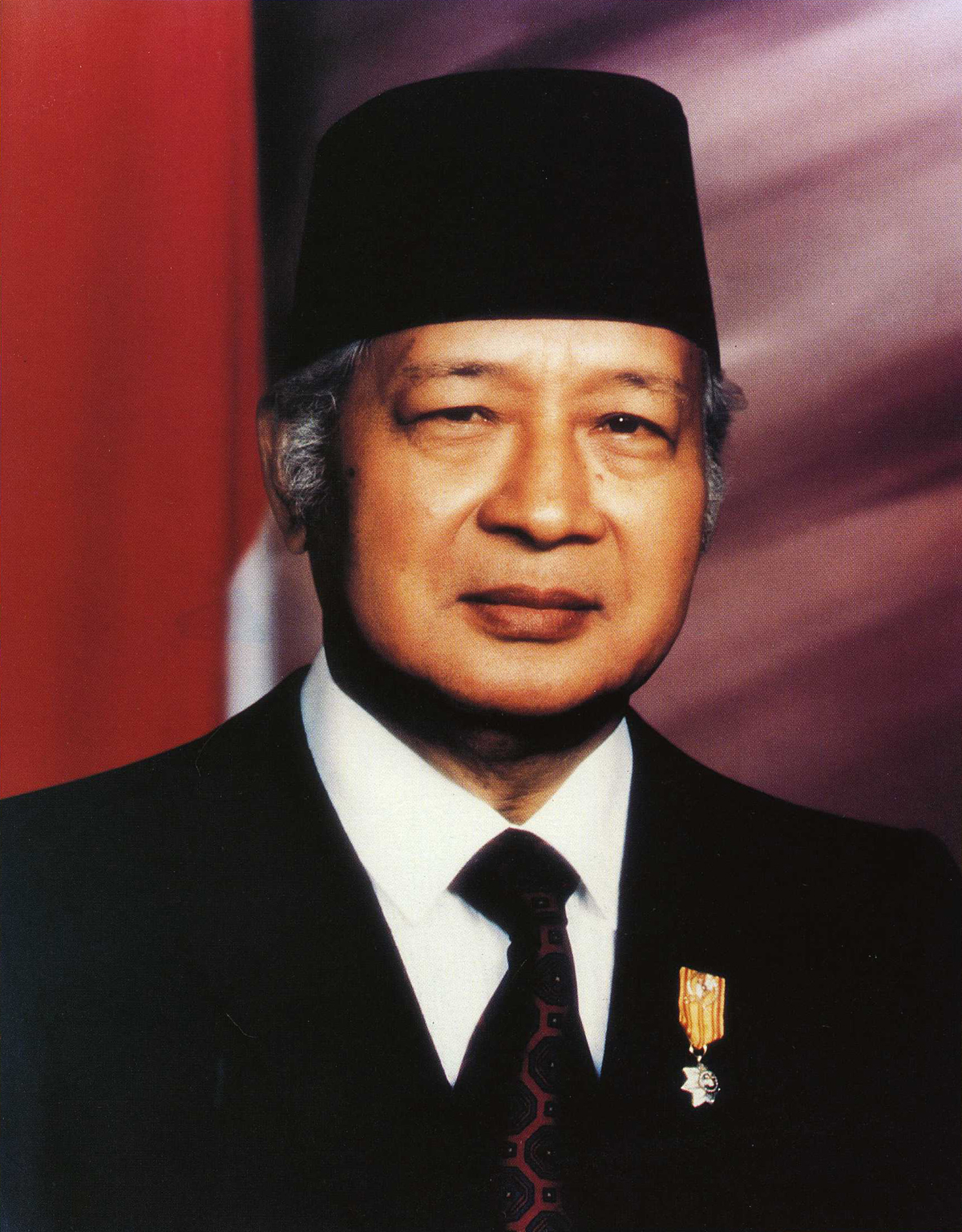
Президент Сухарто.

Начиная с 1984 года правительство «Нового порядка» стало использовать «Предательство Д30С/КПИ» в качестве пропагандистского фильма, транслируя его по телевидению ежегодно 30 сентября — сначала по государственной сети «TVRI», а потом на частных телевизионных станций, после их создания. Просмотры фильма организовывались в школах и государственных учреждениях, а также для студентов университетов. Из-за примеров такого распространения, Сен и Хилл предположили, что «Предательство Д30С/КПИ» является наиболее показываемым и самым популярным фильмом Индонезии всех времен. Исследование, проведённое в 2000 году в Индонезии журналом Tempo подтвердило эти догадки — 97 из 100 процентов от 1101 опрошенных студентов видели фильм один раз, 87 процентов из них смотрели его по нескольку раз.
В течение оставшейся части 1980-х и начала 1990-х годов, историческая точность «Предательство Д30С/КПИ» не очень подвергалась сомнению, фильм стал представлять каноническую версию истории, и его интерпретация событий лишь только один раз обсуждалась в открытом дискурсе. К середине 1990-х годов, анонимные интернет-сообщества и небольшие издания начали разбирать содержимое фильма, примером чего служит одно онлайн-сообщение, отправленное через анонимный список рассылки: "«Если только небольшая часть руководства КПИ и военные агенты знали о перевороте [как в фильме], то почему же более миллиона человек были убиты и тысячи людей, которые ничего не знали должны были быть заключены в тюрьму, сосланы, и лишены своих гражданских прав?». Херианто предположил, что это стало результатом непреднамеренной полифонии, а Сен и Хилл отметили, что Нур, возможно, был в курсе целей правительства по использованию картины в качестве пропаганды и вследствие этого сделал политическое её послание «явно противоречивым».
В сентябре 1998 года, через четыре месяца после падения 30-летнего режима Сухарто, министр информации Юнус Йосфиах, ставший последним на этом посту, заявил, что фильм больше не будет являться обязательным к просмотру материалом, рассудив, что он стал попыткой манипулирования историей и создания культа Сухарто. После этого, маршал авиации и бывший начальник ВВС Индонезии Салех Басарах призвал министра образования Ювоно Сударсоно больше не показывать фильм, сочтя его влияние разрушительным для ВВС. В указе были также упомянуты два других фильма — Жёлтые кокосовые листья (индон. Janur Kuning; 1979 год) и "Атака на рассвете. Первый фильм изображал Сухарто героем наступления 1 марта 1949 года, а второй — его же основным действующим лицом революции. В то же время, гостелекомпания «TVRI» пыталась дистанцироваться от бывшего президента. Это произошло в период развенчания символов событий 1965 года, вдобавок к тому, что а в начале 2000-х годов в Индонезии стали легко доступными неправительственные версии переворота.

## Наследие
Картина «Предательство Д30С/КПИ» оказалась наиболее спорным фильмом Нура, хотя до смерти в 1995 году он публично не выражал своего отношения к своей работе. Как правило, визуальные фильма получают положительные отзывы, однако его историческая точность и использование для пропаганды подвергается широкому осуждению. Индонезийский режиссёр Ханунг Брамантио хвалил стилистику картины, заявив, что съёмка крупным планом курящих мужчин является «блестящей» и что, порой, он чувствовал, что «это не фильм. Но реально!». Режиссёр Монти Тива также высоко оценил кадры фильма, сославшись на сцену, где дочь Панджаитана впадает в истерику во время расстрела отца, как «индон. наполненную драматизмом с помощью кадров, которые я никогда не видел в фильмах Индонезии». Однако, Сен и Хилл не нашли «ни одного из эстетических признаков» в других работах режиссёра.
Индонезийский историк Нилмар Фарид назвал фильм пропагандой, смешанной с «индон. некоторой фантазией» Нового порядка. Репортёр «TVRI» Хендро Суброто, запечатлевший на камеру процедуру извлечения тел генералов из колодца в Лубанг Буайе, тоже подверг фактологию картины критике, сославшись на то, что при исследовании останков не было обнаружено никаких доказательств применения пыток. Бывший член «Общества народной культуры» писатель Путу Ока Суканта назвал фильм преуменьшающим страдания членов КПИ и других левых в событиях после переворота Д30С, истоки которого «лежат в обществе». Историк Джон Руза противопоставляет изображение руководства Д30С в фильме с документом бригадного генерала Супарджо, описавшего глав переворота как «смущенных, нерешительных, и дезорганизованных» людей, в значительной степени победивших самих себя.
В интервью 2012 года Катамси признал, что переигрывал в фильме, который был мощным способом распространения и внушения среди зрителей идеологии Нового порядка. В исследовании журнала «Tempo» было высказано предположение, что картина была эффективной пропаганды, заставлявшей зрителей «отвергнуть все, что пахло КПИ и коммунизмом». Хотя фильм больше не транслируется каждый год 30 сентября, он остается доступным для зрителя. В 2001 году он был выпущен в формате «Video CD» компанией «Virgo». Музей КПИ/Д30С в Лубанг Буайе регулярно предлагает своим посетителям регулярные показы фильма в местном кинотеатре. Оригинал картины на 35-мм киноплёнке и копия в формате «VHS» в настоящее время хранятся на Синематеке Индонезии в Джакарте

## Награды
Фильм «Предательство Д30С/КПИ» получил семь номинаций на 15-м Индонезийском кинофестивале, выиграв одну премию «Ситра» за лучший сценарий. В четырёх категориях — лучшая режиссура, лучшая операторская работа, лучший ведущий актёр и лучшее музыкальное направление — победу одержала картина Сьюманджаджи «Рабыня страсти» (индон. Budak Nafsu), а фильм Рахарджо «Похира осуждена» (индон. Ponirah Terpidana) взял приз за лучшее художественное направление. На 16-м Индонезийском кинофестивале в 1985 году «Предательство Д30С/КПИ» получил специальный приз в категории популярный фильм за предшествующий календарный год. В связи с этим, киновед Томас Баркер отметил, что награды фильма продемонстрировали, в частности, соединение государственных и фестивальных интересов, будучи направленными на продвижение единой национальной культуры
| Награда                     | Год  | Категория                         | Лауреат                  | Результат |
| --------------------------- | ---- | --------------------------------- | ------------------------ | --------- |
| Индонезийский кинофестиваль | 1984 | Лучший фильм                      | «Предательство Д30С/КПИ» | Номинация |
| Индонезийский кинофестиваль | 1984 | Лучший режиссёр                   | Арифин Нур               | Номинация |
| Индонезийский кинофестиваль | 1984 | Лучший сценарий                   | Арифин Нур               | Победа    |
| Индонезийский кинофестиваль | 1984 | Лучшая операторская работа        | Хасан Басри              | Номинация |
| Индонезийский кинофестиваль | 1984 | Лучшее художественное направление | Фарраз Эффенди           | Номинация |
| Индонезийский кинофестиваль | 1984 | Лучшее музыкальное направление    | Эмби Нур                 | Номинация |
| Индонезийский кинофестиваль | 1984 | Лучший ведущий актёр              | Аморосо Катамси          | Номинация |
| Индонезийский кинофестиваль | 1985 | Лучший продававшийся фильм        | «Предательство Д30С/КПИ» | Победа    |